# Fritz Jürgen Obst
Fritz Jürgen Obst (* 3. April 1939 in Dresden; † 10. Juni 2018 in Radebeul) war ein deutscher Herpetologe und Museumsdirektor. Seine Hauptinteressen galten den Schlangen und Schildkröten.

## Leben
Obst verlor im Alter von vier Jahren seinen Vater und wuchs als Halbwaise im kriegszerstörten Dresden auf. Nach dem Abitur hatte er die Absicht, Biologie zu studieren, konnte jedoch wegen seiner pflegebedürftigen Mutter nicht die Stadt verlassen. Stattdessen studierte er Kunsterziehung und Geschichte. Anschließend übte er den Lehrerberuf aus. Nach dem Tod seiner Mutter im Jahr 1964 nutze er die Gelegenheit zu einem Biologiestudium an der Universität Leipzig, das er 1968 mit der Diplomschrift zum Thema Taxonomische Studien an europäischen Landschildkröten (Reptilia: Testudinidae) mit serologisch-immunologischen Methoden abschloss.
1964 heiratete Obst seine Frau Ingeborg, die 2012 verstarb. Aus dieser Ehe ging ein Sohn hervor. Bereits während seiner Studienzeit arbeitete er als freiwilliger Helfer und ab 1966 als Teilzeitangestellter am Museum für Tierkunde Dresden. 1968 wurde er Kurator der herpetologischen Sammlung, die nach dem Krieg weitgehend vernichtet war. Seine zahlreichen Beziehungen zu Museen und Instituten im In- und Ausland waren beim Wiederaufbau der Sammlung sehr hilfreich und seine Kontakte zur Universität Leipzig ermöglichten die Übernahme der aufgelösten Sammlung des Leipziger Zoologischen Instituts an das Dresdener Museum.
Obst unternahm zahlreiche Studien- und Sammelreisen, die ihn unter anderen nach Osteuropa, in die Mongolei sowie nach Tadschikistan, Usbekistan und nach Turkmenistan führten. Die Herpetofauna der ehemaligen Sowjetrepubliken bildet heute einen Sammlungsschwerpunkt des Dresdener Museums. Als DDR-Wissenschaftler hatte Obst auch die Möglichkeit, ins nichtsozialistische Ausland zu reisen. So besuchte er Österreich, die Niederlande, die Schweiz und ab Mitte der 1980er Jahre auch die Bundesrepublik Deutschland. 1993 kam es zu einem Vorfall in Madagaskar, bei dem infolge schwerer Missverständnisse Obst und seine Exkursionsbegleiter von einer madagassischen Polizeistreife beschossen wurden. Zwei Exkursionsteilnehmer verloren ihr Leben und Obst erblindete weitgehend auf dem linken Auge.
Ende der 1980er Jahre wurde er stellvertretender Direktor des Dresdener Tierkundemuseums. Im Dezember 1994 übernahm er als Nachfolger von Gerhard Mathé (1938–1994) die kommissarische Leitung des Museums und im Juni 1995 den Direktorenposten. Unter seiner Leitung wurde der Adolf-Bernhard-Meyer-Bau im Dresdener Stadtteil Klotzsche realisiert, ein hochmodernes Forschungs- und Sammlungsdepot für drei staatliche Museen. Im Juni 2000 wurden das Tierkundemuseum Dresden, das Museum für Mineralogie und Geologie Dresden und die Naturhistorische Zentralbibliothek Dresden zu den Staatlichen Naturhistorischen Sammlungen vereinigt. Im Dezember desselben Jahres wurde Obst für seine Verdienste von der sächsischen Landesregierung der Professorentitel verliehen. Bis zu seinem Ruhestand im Jahr 2001 war er leitender Direktor des Museums.
1958 wurde Obst Mitglied bei der Organisation Salamander, aus der 1964 die Deutsche Gesellschaft für Herpetologie und Terrarienkunde (DGHT) hervorging. 1959 war er Mitbegründer der Fachgruppe für Herpetologie und Terrarienkunde im Kulturbund der DDR, die dank Obsts Initiative im Jahr 1990 die erste DGHT-Stadtgruppe im Osten Deutschlands nach der Wende wurde. Obst ging es vor allem darum, die DGHT auch in den neuen Bundesländern populär zu machen. In den Jahren 1999/2000 fand unter seiner Federführung die Wiederansiedelung der Würfelnatter im Elbtal bei Meißen statt.
Für das Buch Bergmannsleuchter – Sächsisches Zinn in besonderer Form wurde er 2015 gemeinsam mit seinem Co-Autor Bernd Sparmann mit dem Sächsischen Landespreis für Heimatforschung ausgezeichnet.
Im Jahr 2018 veranstaltete Obst seine letzte Ausstellung Amphibios – vom Wunder der Verwandlung im Museum der Westlausitz Kamenz, zu der er auch ein Begleitbuch veröffentlichte. Er starb nach langer schwerer Krankheit am 10. Juni 2018. Die Beisetzung fand am 10. Juli 2018 auf dem Friedhof Radebeul-West statt.

## Dedikationsnamen
1998 benannten Uwe Fritz, Britta Andreas und Edgar Lehr die Unterart Cuora mouhotii obsti der Dreikiel-Scharnierschildkröte zu Ehren von Obst.

## Schriften (Auswahl)
- mit Walter Meusel: Die Landschildkroten Europas, 1963 (insgesamt 6 Auflagen bis 1978).
- mit Hans-Albert Pederzani (Hrsg.): Schildkröten, 1980.
- mit Wolf-Eberhard Engelmann: Mit gespaltener Zunge. Aus der Biologie und Kulturgeschichte der Schlangen, 1981 (englische Ausgabe: Snakes. Biology, Behavior and Relationship to Man, 1982).
- Schmuckschildkröten. Die Gattung Chrysemys, 1983.
- mit Klaus Richter und Udo Jacob: Lexikon der Terraristik und Herpetologie, 1984 (englische Ausgabe: The Completely Illustrated Atlas of Reptiles and Amphibians for the Terrarium, 1988).
- Die Welt der Schildkröten, 1985 (englische Ausgabe: Turtles, Tortoises and Terrapins, 1986).
- mit Wolf-Eberhard Engelmann, Jürgen Fritsche, Rainer Günther: Lurche und Kriechtiere Europas, 1985 (2. verbesserte Auflage 1993).
- Die Amphibien und Reptilien Deutschlands, 1996.
- Amphibios – vom Wunder der Verwandlung, 2008.
- mit Bernd Sparmann: Bergmannsleuchter – Sächsisches Zinn in besonderer Form, 2015.